# دايسكي ناميكاوا
دايسكي ناميكاوا (浪川大輔 ناميكاوا دايسكي) هو مؤدي أصوات ياباني ولد في 2 أبريل 1976 في طوكيو.

## أدواره في الأنمي

### مسلسلات أنمي تلفزيونية
- بوروتو: الأجيال القادمة من ناروتو - موموشيكي أوتسوتسوكي
- تسوباسا كرونيكل - فاي دي فلورايت
- كوباتو. - غينسي، فاي دي فلورايت
- بليتش - ألكيورا شيفر
- تو لاف-رو - تايزو موتيميتسو
- ناباري نو أو - توباري دوراندال كوموهيرا
- البدلة المتنقلة جاندام 00 - ميخائيل ترينيتي
- آرك ذا لاد - إلك
- غانتز - كي كورونو
- المقيم الأبدي - كاواكامي أرايا
- يوغي - ميكو تسونامي
- يوغي ARC-V - ليو أكابا
- يوغي يو! سيفينز - رجل الهالوجرام
- أمير التنس - تشوتارو أوتوري
- أمير التنس الجديد - تشوتارو أوتوري
- نادي مضيفي ثانوية أوران - تيتسويا سيندو
- بيك - يوكيو تاناكا/كويوكي
- فل ميتال بانيك! The Second Raid - ليونارد تيستاروسا
- هاجيمي نو إيبو New Challenger - مانابو إيتاغاكي
- هاجيمي نو إيبو Rising - مانابو إيتاغاكي
- ون بيس - يوستاس كيد
- كوروكامي - كيتا إيبوكي
- ذئب وتوابل - زيرين
- كاتيكيو هيتمان ريبورن! - فونغولا الأول
- باكانو! - غيرد أفارو
- إل كازادور دي لا بروها - ميغيل
- الأشباح السابعة - ميكاغي
- فايري تايل - سيغراين، ميستغان، جيلال فيرنانديز
- التنين الأزرق - عامر
- إيكي توسن - توتاكو تشوي
- كيمي ني تودوكي - شوتا كازيهايا
- خيميائي الفولاذ: فل ميتال ألكيميست - فان هوينهايم (أيام الشباب)
- نايت رايد 1931 - كازورا إيها
- دار الأوراق الخمس - أكيتسو ماسانوسكي
- دوت هاك روتس - إيوتين
- بيرسونا ترينيتي سول - توما شيكورا
- بيرسونا 4 ذي أنيميشن - يو ناروكامي
- بيرسونا 4 ذا غولدن أنيميشن - يو ناروكامي
- إير جير - بوتيمكين
- سنغوكو باسارا تو - مياموتو موساشي
- ليفل E - الأمير/باكا كي إل دوغرا، الأميرة أباريل
- الأرجوحة الطائرة - شينيتشي باندو
- أرشيف دانتاليان - فانس
- فيت/زيرو - ويفر فيلفيت
- فيت/ستاي نايت Unlimited Blade Works - اللورد إل مالوي الثاني
- فيت/أبوكريفا - اللورد إل مالوي الثاني
- ملفات قضايا اللورد إل ميلوي الثاني - اللورد إل مالوي الثاني
- ميداكا بوكس - كوكي أكوني
- ميداكا بوكس أبنورمال - كوكي أكوني
- هنتر x هنتر (2011) - هيسوكا
- كيه - ياشيرو إيسانا
- كيه RETURN OF KINGS - ياشيرو إيسانا
- أسطورة أراتا - هيروكو
- ديفل سرفايفر 2 ذي أنيميشن - جونغو توري
- غاتشامان كراودز - جو هيبيكي
- غاتشامان كراودز إنسايت - جو هيبيكي
- فالفريف الثوري - ساتومي رينبوكوجي
- كود:بريكر - "الضالة"
- حرب السحر - كازوما ريوسينجي
- أص الديناري - كريس يو تاكيغاوا
- هايكيو!! - تورو أويكاوا
- هايكيو!! الموسم الثاني - تورو أويكاوا
- هايكيو!! ثانوية كاراسونو في مواجهة أكاديمية شيراتوريزاوا - تورو أويكاوا
- هايكيو!! TO THE TOP - تورو أويكاوا
- غارو: ختم اللهب - ليون لويس
- غارو: القمر القرمزي - فوجيوارا نو ياسوسكي
- غارو: فانيشينغ لاين - كريستوفر
- الوحوش الطفيلية: ثوابت النجاة - ميكي
- وورلد تريغر - كي تاتشيكاوا
- طوكيو غول - كيشو أريما
- طوكيو غول A√ - كيشو أريما
- بطولات أرسلان - نارسوس
- بطولات أرسلان: رقصة العاصفة الترابية - نارسوس
- قصة حبي!! - هاياتو أودا
- أوشيو و تورا - هيو
- بريزون سكول - جو
- معرض الفن المزيف - تاكويا غوتو
- كونكريت ريفولوتيو: فنتازيا الخوارق - يوشياكي ساتومي
- كونكريت ريفولوتيو: فنتازيا الخوارق THE LAST SONG - يوشياكي ساتومي
- لوبين الثالث (2015) - غويمون إيشيكاوا الثالث عشر
- لوبين الثالث: إيتاليان جيم - غويمون إيشيكاوا الثالث عشر
- ون بنش مان - دكتور جيناس، البدين الجبار
- دايز - هيساهيتو ميزوكي
- أونميوجي نجم التوأم - أريما تسوتشيميكادو
- أونيهي - هاسيغاوا تاتسوزو
- عروس الساحر - ليندل
- كاتسوغيكي: توكين رانبو - أوتينبا ميتسويو
- بوبتيبيبيك - بيبيمي (الحلقة 8B)
- وز - فوميوكي نيلسين
- بلاك لاغون - روك
- إكس-آرم - كيبا
- أبطال الديجيتال: - يامن
- هل من الخطأ التعرف على الفتيات في الدانجون؟ III - ديكس بيرديكس
- ذا غود أوف هاي سكول - موجين بارك
- أهيرو نو سورا - كاتسومي تاكاهاشي
- ساموراي الجمباز - جوتارو أراغاكي
- سيف قاتل الشياطين - هوتارو هاغانيزوكا
- مغامرة جوجو الغريبة: ستون أوشن - نارسيسو أناسوي
- بلاك كلوفر  : جاك السفاح - كيرش فيرميليون
- طوكيو ريفينجرز - هايتاني ران
- جوجوتسو كايسن- تشوسو
- سيد الشياطين 2099 - غرام
- حروب القمر - يو ناروكامي

### أنمي الإنترنت
- منظمة الباكوماتسو إيروهانيهوهيتو - أكيزوكي يوجيرو
- هيتاليا Axis Powers - إيطاليا، جنوب إيطاليا
- هيتاليا World Series - إيطاليا، جنوب إيطاليا

### أوفا أنمي
- تسوباسا طوكيو ريفيليشن - فاي دي فلورايت
- تسوباسا شونرايكي - فاي دي فلورايت
- البدلة المتنقلة جاندام 0080 حرب في الجيب - ألفريد إيزوروها
- البدلة المتنقلة جاندام يونيكورن - ريدي مارسيناس
- لاست أوردر: فاينل فانتسي 7 - تورك (عصا)
- دوت هاك كوانتوم - إيوتين
- سوبرنتشرل ذي أنيميشن - ريان
- ملفات المنتقمون السرية: الأرملة السوداء والمعاقب - أماديوس تشو
- طوكيو غول JACK - كيشو أريما

### أفلام أنمي
- تسوباسا كرونيكل: أميرة بلد أقفاص الطيور - فاي دي فلورايت
- هيتاليا: الشاشة الفضية Paint it, White - إيطاليا، جنوب إيطاليا
- سينت سيا: ليجند أوف سانكتشواري - أكويريوس كاميو
- كيه MISSING KINGS - ياشيرو إيسانا
- بوروتو: ناروتو الفيلم - موموشيكي أوتسوتسوكي
- سلسلة أفلام ديجيمون أدفنتشر تراي
  - ديجيمون أدفنتشر تراي الفصل الأول: لم الشمل - دايغو نيشيجيما
  - ديجيمون أدفنتشر تراي الفصل الثاني: الإصرار - دايغو نيشيجيما
  - ديجيمون أدفنتشر تراي الفصل الثالث: الاعتراف - دايغو نيشيجيما
  - ديجيمون أدفنتشر تراي الفصل الرابع: الفقدان - دايغو نيشيجيما
  - ديجيمون أدفنتشر تراي الفصل الخامس: التعايش - دايغو نيشيجيما
  - ديجيمون أدفنتشر تراي الفصل السادس: مستقبلنا - دايغو نيشيجيما
- غارو: ديفاين فليم - ليون لويس
- ون بيس ستامبيد - يوستاس كيد

## أدواره في ألعاب الفيديو
- بيرسونا 4 - البطل
- بيرسونا 4 غولدن - البطل
- بيرسونا 4 أرينا - يو ناروكامي
- بيرسونا 4 أرينا ألتيماكس - يو ناروكامي
- بيرسونا 4 دانسينغ أول نايت - يو ناروكامي
- بيرسونا Q شادو أوف ذا لابيرينث - بطل بيرسونا 4
- تيلز أوف غريسز - ريتشارد
- غنجي: دون أوف ذا ساموراي - ميناموتو يوشيتسوني
- غنجي: دايز أوف ذا بليد - ميناموتو يوشيتسوني
- جوجوز بيزار أدفنتشر: أول ستار باتل - جورنو جوفانا
- جوجوز بيزار أدفنتشر: آيز أوف هيفن - جورنو جوفانا
- جاي-ستارز فيكتوري فيرسيس - هيسوكا
- نير: أوتوماتا - أدام

## أدواره في الدبلجة اليابانية
- عالم الفوضى - توم ميجرز
- حرب النجوم: حرب المستنسخين - أناكين سكايوالكر
- ثلاثية أفلام سيد الخواتم
  - سيد الخواتم: رفقة الخاتم - فرودو باغنز
  - سيد الخواتم: البرجان - فرودو باغنز
  - سيد الخواتم: عودة الملك - فرودو باغنز
- الهوبيت : رحلة غير متوقعة - فرودو باغنز
- كامب روك - شين
- هانا مونتانا - نيك جوناس
- 9 - 9
- الشبكة الاجتماعية - شون باركر
- الطريق الثوري - فرانك ويلر
- مغامرات تان تان - تان تان
- الطيار - هوارد هيوز
- هانيبال - ويل غراهام
- حافة الهادي - تشاك هانسن
- السيد والسيدة سميث - بنجامين دانز
- خلف حائط الحديقة - ويرت

## وصلات خارجية
- دايسكي ناميكاوا على موقع IMDb (الإنجليزية)
- دايسكي ناميكاوا على موقع ميوزك برينز (الإنجليزية)
- دايسكي ناميكاوا على موقع قاعدة بيانات الفيلم (الإنجليزية)
- دايسكي ناميكاوا على موقع ANN person (الإنجليزية)